# 레테센베트 기데이
레테센베트 기데이 타데세(암하라어: ለተሰንበት ግደይ ታዳስሰ, 1998년 3월 20일~)는 에티오피아의 육상 선수로 주 종목은 장거리이다. 2020년 하계 올림픽에 여자 10000m에서 동메달을 획득했으며 세계 선수권 대회에서 금메달 2개, 은메달 2개를 획득했다.
현재 여자 1000m 달리기와 하프마라톤 에티오피아 국가 기록을 보유하고 있다.